# Malpighia diversifolia
Malpighia diversifolia är en tvåhjärtbladig växtart som beskrevs av T. S. Brandeg.. Malpighia diversifolia ingår i släktet Malpighia och familjen Malpighiaceae. Inga underarter finns listade i Catalogue of Life.